# Les Ulis
Les Ulis é uma comuna francesa, situada no departamento da Essonne, na região da Île-de-France. A cidade fica a cerca  de 20 km ao sul de Paris, na região suburbana.
A cidade foi planejada pelo arquiteto Robert Camelot seguindo os preceitos de Le Corbusier, com os carros circulando no nível do chão, enquanto os pedestres tomam passarelas para um nível superior onde não há circulação de veículos, e assim não precisam cruzar nenhuma rua ou estrada para circular pela cidade.

## Toponímia
Atestado As Usleiz em 1231, é um termo derivado do latim ustulare (–brûLe), Ullys no século XIV, nome derivado do francês antigo usler, que significa queimar, limpar por queima controlada. O planalto, uma vez arborizado, foi realmente cortado na Idade Média para ser cultivado.
O nome da comuna é o de um antigo feudo do século XIV.
Três fazendas antigas deram seus nomes aos bairros emblemáticos da comuna, "Courtabœuf" ao leste, um "cour à bœuf" ("pátio de bois") e o último ponto de repouso antes das Halles de Paris, "Mondetour" no centro e Montjay ao oeste.

## Economia
A economia local é movida principalmente pelo parque de atividades de Courtabœuf, que  se estende por 450 ha, incluindo parte da cidade, e reagrupa mais de 1000 empresas com cerca de 24500 empregados e 12000 de visitantes diários.

## Habitantes ilustres
- Thierry Henry, ex-jogador de futebol

- Moussa Marega (jogador do Al Sharjah, dos Emirados Árabes Unidos)